# Пастушок вакійський
Пастушок вакійський (Hypotaenidia wakensis) — вимерлий вид журавлеподібних птахів родини пастушкових (Rallidae).

## Поширення
Вид був ендеміком атолу Вейк. Був поширеним на головному острові Вейк, а також дрібніших островах Вілкс та Піл. Вимер під час Другої світової війни. Його нездатність літати та географічна ізоляція острова в поєднанні з допитливістю птаха та відсутністю страху перед людьми зробили його легкою жертвою надмірного полювання. Зараз відомо, що вимирання відбулося саме між 1942 і 1945 роками, коли на осторові перебували кілька тисяч голодуючих японських солдатів, які застрягли на острові після блокади острова американцями. На додаток відбулося руйнування середовища існування внаслідок військових сутичок і інтенсивного повітряного бомбардування японцями та американцями під час Другої світової війни.